# Miroslav Raduljica
Miroslav Raduljica (em sérvio:  Мирослав Радуљица; Inđija, 5 de janeiro de 1988) é um basquetebolista profissional sérvio que atualmente joga pelo Jiangsu Dragons na CBA. Ele também defende a Sérvia em competições internacionais.

## Carreira Profissional
Raduljica iniciou sua carreira profissional jogando pelas categorias de base do KK FMP na Sérvia. Durante a temporada de 2005-2006 ele fez sua estréia como profissional. Na temporada de 2006–07 foi emprestado ao KK Borac Čačak e depois retornou ao FMP.
Em 8 de Julho de 2010, Raduljica assinou um contrato de 5 anos com a equipe turca do Efes Pilsen, mas foi emprestado para a equipe alemã do  Alba Berlin durante a temporada, com o qual chegou as finais da Liga Alemã. Em 25 de Agosto de 2011, Raduljica foi emprestado ao Partizan de Belgrado por uma temporada. Em 22 de Setembro de 2012, Raduljica foi emprestado ao clube ucraniano Azovmash por uma temporada.
Em 26 de julho de 2013 Raduljica assinou com a franquia da NBA Milwaukee Bucks. Em sua temporada de estréia, Raduljica teve médias de  3,8 pontos e 2,3 rebotes por jogo.
Em 26 de agosto de 2014 Raduljica foi negociado, juntamente com Carlos Delfino e a 2ª Escolha no Draft, ao Los Angeles Clippers e troca de Jared Dudley e a condição de ter a primeira escolha no Draft de 2017. Em 29 de Agosto de 2014 ele foi dispensado pelos Clipper.
Em 19 de Setembro de 2014, Raduljica assinou por um ano contrato com cifras em torno de U$ 1,5 Milhão com o Shandong Lions da China para jogar a Liga Chinesa. Suas médias em 14 jogos foram de 19 pontos e 9 rebotes por jogo.